# Zin'kiv
Zin'kiv (in ucraino Зіньків?) è una città  dell'Ucraina (9 168 abitanti) situata nel distretto di Poltava, nell'oblast' di Poltava. Ospita l'amministrazione  della comunità territoriale di Zin'kiv, una delle comunità territoriali dell'Ucraina.
Fino al 18 luglio 2020 Zin'kiv era il centro amministrativo del distretto di Zin'kiv, abolito come parte della riforma amministrativa dell'Ucraina, che ha ridotto a quattro il numero dei distretti dell'oblast' di Poltava. L'area del distretto di Zin'kiv è stata trasferita al distretto di Poltava.